# Barwniki (związki chemiczne)
Barwniki – związki chemiczne wybiórczo absorbujące promieniowanie elektromagnetyczne w zakresie widzialnym (o długości fali od ok. 400 do 780 nm) warunkujące barwę organizmów roślinnych i zwierzęcych albo nadające barwę przedmiotom użytkowym; służą do barwienia (barwienie włókien) m.in. włókien naturalnych i chemicznych, tworzyw sztucznych, skóry, papieru, żywności. 
Według współczesnej, tzw. elektronowej, teorii barwności barwa związku organicznego jest spowodowana obecnością w jego cząsteczce sprzężonych układów elektronów π, które bardzo łatwo ulegają wzbudzeniu, absorbując promieniowanie o określonej długości fali w widzialnej części widma; nie pochłonięte składniki (obszary) widma zostają odbite dając wrażenie barwy. 
W teorii klasycznej barwa związku zależy od obecności w jego cząsteczce ugrupowania atomów, zwanych chromoforem; związek barwny staje się barwnikiem dopiero po wprowadzeniu do jego cząsteczki ugrupowania atomów, zwanych auksochromem. 
W farbiarstwie włókienniczym zastosowanie praktyczne mają jedynie barwniki odznaczające się trwałością otrzymanych wybarwień, tzn. ich odpornością na działanie światła, potu, chloru, tarcie w stanie suchym i wilgotnym oraz pranie w ciepłym roztworze mydła, prasowanie, oraz te barwniki, które nie działają szkodliwie na organizm człowieka (nie wywołują odczynów alergicznych).
Ze względu na budowę chemiczną cząsteczki barwniki dzieli się najogólniej na barwniki karbocykliczne i heterocykliczne; z uwagi na rodzaj występującego w barwniku chromoforu wśród barwników karbocyklicznych rozróżnia się m.in.: barwniki azowe, nitrowe, nitrozowe, triarylometanowe, benzochinonowe, naftochinonowe, antrachinonowe, chinoiminowe, a wśród heterocyklicznych zaś – barwniki indygoidowe, tioindygowe, ksantenowe, oksazynowe, akrydynowe, azynowe, tiazynowe, ftalocyjaninowe, cyjaninowe i inne.

Z użytkowego punktu widzenia barwniki dzieli się na:

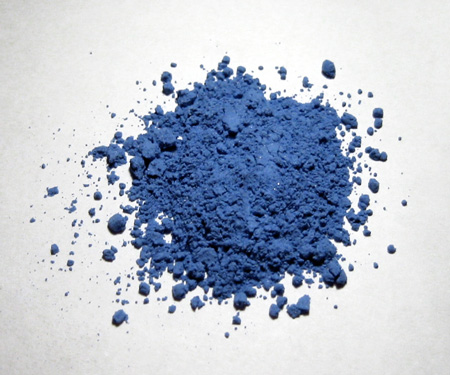
Pigment ultramaryny

1. barwniki rozpuszczalne w wodzie z wytworzeniem barwnego kationu (barwniki zasadowe) albo anionu (barwniki kwasowe, kwasowo-chromowe i metalokompleksowe) oraz barwniki reaktywne i bezpośrednie;
2. barwniki nierozpuszczalne w wodzie: zawiesinowe i barwniki tworzone na włóknie (lodowe, oksydacyjne, zaprawowe) oraz pigmenty; wśród tej grupy barwniki można wyróżnić takie, których sole rozpuszczają się w wodzie (barwniki siarkowe i kadziowe), i takie, które rozpuszczają się w rozpuszczalnikach organicznych, np. barwniki tłuszczowe.

## Historia i obecnie

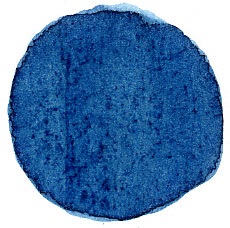
Ekstrakt z Indygo

Do 2. połowy XIX w. stosowano jedynie barwniki naturalne – do cenionych roślin barwierskich należały: urzet, marzanna, indygo, kampesz, kurkuma, zaś barwniki pochodzenia zwierzęcego były purpura tyryjska i koszenila. Pierwsze barwniki syntetyczne to fuksyna (otrzymana w 1855 r. przez J. Natansona) i moweina (otrzymana w 1856 r. przez W. Perkina); rozwój najliczniejszej grupy barwników syntetycznych – barwników azowych zapoczątkowało odkrycie w 1858 r. przez P.J. Greissa związków diazowych. Obecnie stosuje się prawie wyłącznie barwniki syntetyczne. Ponad 3/4 produkcji barwników zużywa przemysł włókienniczy, ponadto: skórzany, papierniczy, tworzyw sztucznych, poligraficzny, kosmetyczny; barwniki stosuje się też w chemii analitycznej (jako wskaźniki).

## Barwniki zasadowe
Barwniki zasadowe (kationowe) to duża grupa barwników syntetycznych o charakterze słabo zasadowym, które dysocjują z odszczepieniem barwnego kationu związanego w niezdysocjowanej cząsteczce z anionem kwasu solnego, siarkowego lub szczawiowego. Do grupy tej należą np. niektóre barwniki arylometanowe, ksantenowe, azowe i azynowe. Są stosowane do bezpośredniego barwienia wełny, jedwabiu naturalnego i włókien poliakrylonitrylowych oraz – dawniej – bawełny po uprzednim zaprawieniu, także do barwienia papieru, drewna i skóry. Dają intensywne, żywe wybarwienia; jedynie specjalne barwniki do włókien poliakrylonitrylowych są odporne na działanie światła.

## Barwniki kwasowe
Cząsteczki barwników kwasowych zawierają barwny anion, który podczas barwienia wiąże się z zasadowymi grupami cząsteczek włókien białkowych (głównie wełny) lub poliamidowych. Do grupy tej należą np. niektóre barwniki antrachinonowe, azowe i trifenylometanowe. Występują w postaci soli sodowych kwasów sulfonowych, rzadziej karboksylowych. Dają niezbyt trwałe wybarwienia; lepszą odporność na działanie wody i światła uzyskuje się stosując odmianę barwników kwasowych – barwniki kwasowo-chromowe (głównie azowe i antrachinonowe), tworzące z chromem – w procesie dwustopniowym – trwałe, barwne związki kompleksowe; barwienie metachromowymi odbywa się w jednej kąpieli farbiarskiej, zawierajacej, oprócz barwników, także sole chromu.
Odrębną grupę barwników kwasowych stanowią barwniki metalokompleksowe, których cząsteczki zawierają atomy metalu (np. chromu lub kobaltu) związane w postaci kompleksów. Inną grupę stanowią barwniki reaktywne, mające zdolność do trwałego, kowalencyjnego wiązania się z barwionym włóknem dzięki obecności w ich cząsteczkach odpowiednich grup aktywnych (np. chlorotriazynowych, fluorowcopirymidinowych, epoksydowych, winylowych), które mogą reagować z hydroksylowymi grupami włókien celulozowych lub aminowymi grupami wełny, jedwabiu albo włókien poliamidowych; dają wybarwienia bardzo odporne na pranie.

## Barwniki bezpośrednie
Barwniki bezpośrednie (substantywne) utrwalają się na włóknach roślinnych bezpośrednio (bez pomocy zapraw) dzięki procesom fizykochemicznym – adsorpcji i dyfuzji, procesy chemiczne odgrywają mniejszą rolę; uzyskane wybarwienia nie są zbyt trwałe i dlatego włókna po naniesieniu barwników poddaje się jeszcze odpowiedniej obróbce chemicznej; barwniki bezpośrednie należą głównie do barwników poliazowych.

## Barwniki zawiesinowe
Barwniki zawiesinowe (dyspersyjne) bardzo słabo rozpuszczają się w wodzie i są stosowane w postaci trwałej zawiesiny wodnej (kąpiel zawiera dyspergatory) do barwienia jedwabiu octowego i włókien syntetycznych, głównie poliestrowych, poliamidowych, poliakrylonitrylowych; są to przede wszystkim barwniki azowe i antrachinonowe; dają wybarwienia o pełnej palecie barw, ale niezbyt trwałe na pranie i działanie światła; barwniki zawiesinowe łatwo sublimujące są stosowanie do drukowania transferowego (drukowanie wyrobów włókienniczych).

## Barwniki lodowe i oksydacyjne
Nierozpuszczalne w wodzie barwniki azowe wytwarzane bezpośrednio na włóknie w wyniku sprzęgania (w temperaturze 0-5 °C) związków diazoniowych z naftoelanami (osadzonymi bezpośrednio na barwionym materiale) noszą nazwę barwników lodowych (naftoelanowych); barwniki te są stosowane do barwienia i drukowania głównie włókien roślinnych (specjalne odmiany do włókien syntetycznych); wybarwienia odznaczają się trwałością i żywością barw. Bezpośrednia na włóknach powstają także barwniki oksydacyjne (utleniane). Barwienie polega na naniesieniu na wyrób odpowiednich półproduktów (amin aromatycznych, aminofenoli) i katalitycznym utlenieniu ich wodą utlenioną lub chloranem sodu; barwniki te służą do barwienia i drukowania wyrobów z włókien celulozowych oraz – specjalne – do barwienia okrywy włosowej skór.

## Barwniki zaprawowe

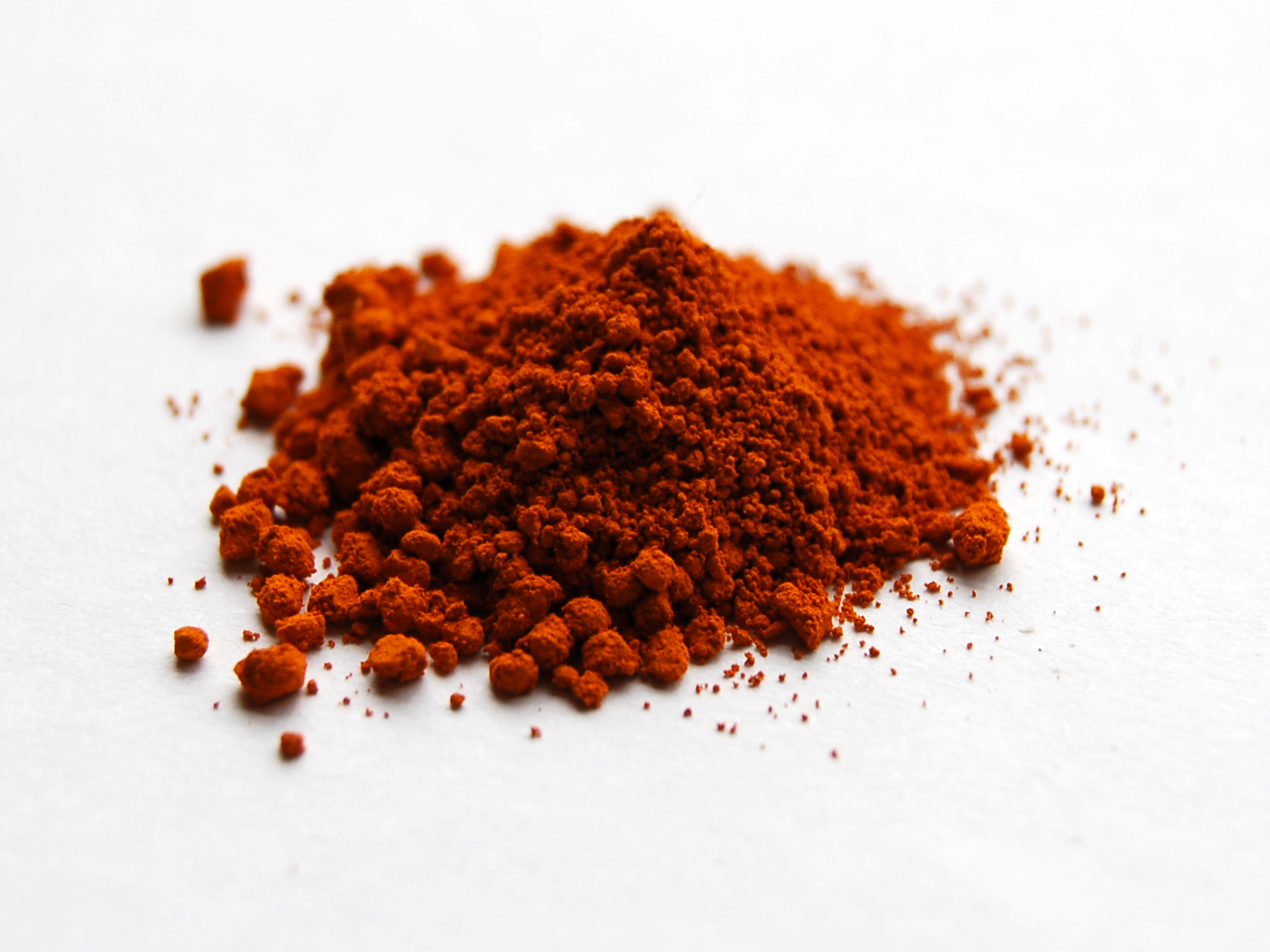
Alizaryna

Barwniki zaprawowe maja zdolność tworzenia barwnych, nierozpuszczalnych związków; tzw. laków, z solami metali (głównie glinu, chromu), zwanymi zaprawami, osadzonymi uprzednio na włóknach; do tej grupy barwników należy alizaryna i jej pochodne, barwniki nitrozowe, azowe i barwniki roślinne; barwienie barwnikami zaprawowymi jest uciążliwe i kosztowne, dlatego są one obecnie, mimo trwałych wybarwień, bardzo rzadko stosowane.

## Barwniki siarkowe i kadziowe
Nierozpuszczalne w wodzie barwniki siarkowe rozpuszczają się w disiarczku sodu; obecne w ich cząsteczkach układy disiarczkowe −S−S− ulegają zasadowej redukcji, barwnik przechodzi w postać rozpuszczalnej soli, zwaną leukosolą, i w tej postaci jest naniesiony na włókno, a następnie utleniony (zwykle tlenem powietrza) do pierwotnej formy; barwniki siarkowe służą do barwienia włókien roślinnych, głównie bawełny; dają wybarwienia odporne na działanie wody, potu i pranie.
Wśród barwników nierozpuszczalnych w wodzie liczną grupę stanowią barwniki kadziowe, które poddane redukcji ditioninem (podsiarczynem) sodu w rozcieńczonych roztworach wodorotlenków litowców (tzw. kadziowaniu) tworzą rozpuszczalne sole (zwane leukozwiązkami), które po związaniu z włóknem poddaje się utlenieniu do pierwotnej postaci; należą do barwników indygoidowych oraz pochodnych antrachinonu i innych ketonów policyklicznych; stosuje się je do barwienia głównie włókien celulozowych, otrzymane wybarwienia odznaczają się żywymi barwami i dużą trwałością.

## Przykłady grup barwników według budowy chemicznej
- barwniki azowe (−N=N−, oranż metylowy),
- barwniki azynowe (błękit metylenowy),
- barwniki chinoidowe (O=C6H4=O, alizaryna),
- barwniki difenylometanowe (Ar2C=N, oranż akrydynowy),
- barwniki iminochinoidowe (N=C6H4=O lub N=C6H4=N, błękit indofenolowy),
- barwniki indofenolowe (2,6-dichlorofenoloindofenol)
- barwniki indygoidowe (indygotyna),
- barwniki nitrowe (−NO2, kwas pikrynowy),
- barwniki nitrozowe (−NO, trwała zieleń O),
- barwniki polienowe ((−C=C−)n, karoteny),
- barwniki pironowe (pironina G),
- barwniki trifenylometanowe (Ar3C=Ar, zieleń malachitowa).